# Salomo Ehrenhaus
Salomo Ehrenhaus  (* 8. Januar 1835 in Friedrichswille, Königreich Preußen; † 19. Dezember 1902 in Berlin) war ein deutscher Kinderarzt.
Ehrenhaus studierte Medizin in Berlin mit der Promotion 1860 (De nova quadam methodo structurae pulmonum inquirendae). Danach war er praktischer Arzt in Berlin und bis 1879 Assistent an der pädiatrischen Poliklinik der Charité. Ab 1878 leitete er die Poliklinik für Kinderkrankheiten des Vereins für häusliche Gesundheitspflege (Comité der Rosenthaler Vorstadt). Außerdem gab er regelmäßig Sommerkurse in Pädiatrie für praktische Ärzte. Er war Geheimer Sanitätsrat. Er starb 1902 an Arteriosklerose.
Er war Autor in der Real-Encyclopädie der gesammten Heilkunde und gab eine deutsche Übersetzung des Handbuchs der Kinderkrankheiten von Jean-Henri-Adolphe D’Espine und Constant Picot heraus.
- Beiträge zu Albert Eulenburgs Real-Encyclopädie der gesammten Heilkunde. Erste Auflage.
  - Band 1 (1880) (Digitalisat) S. 227–234: Amme; S. 601: Auffütterung
  - Band 2 (1880) (Digitalisat) S. 436–438: Brechdurchfall
  - Band 5 (1881) (Digitalisat), S. 240: Fettdiarrhöe
  - Band 9 (1881) (Digitalisat), S. 668–672: Noma
  - Band 13 (1883) (Digitalisat), S. 159–162: Stomacace; S. 162–163: Stomatitis